# Oskar Minkowski
Oskar Minkowski (Aleksotas, Kaunas, 13 de janeiro de 1858 — Fürstenberg/Havel, 18 de junho de 1931) foi um médico alemão.
Irmão do matemático Hermann Minkowski e pai do astrofísico Rudolf Minkowski.

## Descoberta do papel do pâncreas no diabetes
Minkowski trabalhou com Josef von Mering no estudo do diabetes na Universidade de Estrasburgo. Seu estudo de referência em 1889 em cães induziu diabetes removendo seu pâncreas. Foi Minkowski quem realizou a operação e fez a ligação crucial para reconhecer que os sintomas dos cães tratados eram devidos ao diabetes. Assim, eles foram capazes de indicar que o pâncreas continha reguladores para controlar o açúcar no sangue; eles também forneceram um modelo para o estudo do diabetes. Seu trabalho levou outros médicos e cientistas a buscar mais pesquisas sobre a relação do pâncreas com o diabetes e, finalmente, resultou na descoberta da insulina como tratamento para a doença.